# Кадмий
| 48        | Кадмий |
| Cd112,414 |        |
| 4d105s2   |        |

Ка́дмий (химический символ — Cd, от лат. Cadmium) — химический элемент 12-й группы (по устаревшей классификации — побочной подгруппы второй группы, IIB), пятого периода периодической системы химических элементов Д. И. Менделеева, с атомным номером 48.
Простое вещество кадмий (при нормальных условиях) — мягкий ковкий тягучий металл серебристо-белого цвета. Устойчив в сухом воздухе, во влажном на его поверхности образуется плёнка оксида, препятствующая дальнейшему окислению металла. Кадмий и многие его соединения чрезвычайно ядовиты.

## История открытия
Открыт немецким профессором Ф. Штромейером в 1817 году. Провизоры Магдебурга при изучении оксида цинка ZnO заподозрили в нём примесь мышьяка. Штромейер выделил из ZnO коричнево-бурый оксид, восстановил его водородом и получил серебристо-белый металл, который получил название кадмий.

## Происхождение названия
Штромейер назвал кадмий по греческому названию руды, из которой в Германии добывали цинк, — καδμεία. В свою очередь, руда получила своё название в честь Кадма, героя древнегреческой мифологии.

## Нахождение в природе
Среднее содержание кадмия в земной коре — 130 мг/т, в морской воде — 0,11 мкг/л. Кадмий относится к редким, рассеянным элементам: он содержится в виде изоморфной примеси во многих минералах и всегда в минералах цинка. Известно всего лишь 6 кадмиевых минералов. Весьма редкими минералами кадмия являются гринокит CdS (77,8 % Cd), хоулиит (то же), отавит CdCO3, монтепонит CdO (87,5 % Cd), кадмоселит CdSe (47 % Cd), ксантохроит CdS(H2O)х (77,2 % Cd). Основная масса кадмия рассеяна в большом числе минералов (более 50), преимущественно в сульфидах цинка, свинца, меди, железа, марганца и ртути. Максимальная концентрация отмечена в минералах цинка и, прежде всего, в сфалерите (до 5 %). В большинстве же случаев содержание кадмия в сфалерите не превышает 0,4—0,6 %. В других сульфидах, например, в станине содержание кадмия — 0,003—0,2 %, в галените — 0,005—0,02 %, в халькопирите — 0,006—0,12 %; из этих сульфидов кадмий обычно не извлекается.
Кадмий не образует самостоятельных месторождений, а входит в состав руд месторождений других металлов. Относительно высоко содержание кадмия в рудах среднетемпературных свинцово-цинковых и частично медно-колчеданных месторождений.
Почва содержит 0,06 мг/кг, глина — 0,3 мг/кг. Повышенное содержание в голубых (кембрийских) глинах.
Кадмий входит в состав карбоангидразы некоторых морских диатомовых водорослей, обитающих в среде с низкой концентрациями цинка.

## Нахождение в продуктах
ПДК кадмия в питьевой воде согласно СанПиН 2.1.4.1074-01 «Питьевая вода. Гигиенические требования к качеству воды централизованных систем питьевого водоснабжения. Контроль качества. Гигиенические требования к обеспечению безопасности систем горячего водоснабжения» — 1 мкг/л.
Ископаемый уголь, древесный уголь, ПЭТ тара, древесные гранулы пеллеты (до 0,5 мг/кг), рыба (0,2 мг/кг), какао-порошок (0,5 мг/кг), почки животных (1 мг/кг), рис (0,06 мг/кг), курительный табак (0,002 мг/кг), пшеничный хлеб (0,03 мг/кг), маргарин (0,042 мг/кг), говядина/свинина (0,016 мг/кг), креветки (1,2 мг/кг).

## Физические свойства
Полная электронная конфигурация атома кадмия: 1s22s22p63s23p63d104s24p64d105s2
Кадмий — это серебристо-белый мягкий металл с гексагональной кристаллической решёткой. Температура плавления — 321 °C, температура кипения — 770 °C. При сгибании кадмиевой палочки слышен слабый хруст — это вызвано трением друг о друга микрокристаллов металла (так же хрустит при сгибании пруток олова); любые примеси в кадмии устраняют этот эффект. Кадмий твёрже олова, но мягче цинка — его можно резать ножом. При нагревании выше 80 °C кадмий становится хрупким до такой степени, что его можно истолочь в порошок.

## Химические свойства
Кадмий расположен в одной группе периодической системы с цинком и ртутью, занимая промежуточное место между ними, поэтому некоторые химические свойства этих элементов сходны. На воздухе кадмий устойчив и не утрачивает металлического блеска. Вступает в реакцию с кислородом лишь при нагревании свыше 350 °C с образованием оксида кадмия {\displaystyle {\ce {CdO}}}. Сульфид и оксид этого элемента практически нерастворимы в воде. С углеродом кадмий не взаимодействует и карбидов не образует. Вступает в реакции с кислотами, восстанавливая водород:
{\displaystyle {\ce {Cd + H2SO4 -> CdSO4 + H2 ^}}}.

## Применение

### Сплавы
Кадмий используется как компонент твёрдых припоев (сплавов на основе серебра, меди, цинка) для снижения их температуры плавления. Около 10 % добываемого кадмия используется как компонент ювелирных и легкоплавких сплавов.
Сплав кадмия с золотом имеет зеленоватый цвет.

### Защитные покрытия
Около 40 % кадмия используется для нанесения антикоррозионных покрытий на металлы.
Кадмирование — это электролитическая процедура нанесения кадмиевых покрытий на поверхность металлоизделий. Кадмием покрывают высокоуглеродистые, инструментальные и нержавеющие стали, а хлористо-аммонийное кадмирование наносят на высокопрочные стали.
Кадмирование стальных деталей даёт бо́льшую устойчивость к коррозии, особенно в морской воде, чем цинкование.

### Электрохимические источники тока
Около 20 % кадмия идёт на изготовление кадмиевых электродов, применяемых в (никель-кадмиевых и серебряно-кадмиевых) аккумуляторах, в нормальных элементах Вестона, в резервных батареях (свинцово-кадмиевый элемент, ртутно-кадмиевый элемент) и в других электрохимических источниках тока.

### Пигменты
Около 20 % кадмия используется для производства неорганических пигментов (в виде сульфидов и селенидов, смешанных солей, например, сульфид кадмия — кадмий лимонный).

### Цена
Цена на кадмий в августе 2011 года составила примерно $3 за 1 кг. В 2024 году кадмий в США стоил $4,1 за 1 кг.

### Другие сферы применения
- Сульфид кадмия применяется для производства плёночных солнечных батарей с КПД около 10—16 %, а также как очень эффективный термоэлектрический материал.
- Соединения кадмия используется как компоненты полупроводниковых материалов и люминофоров.
- Кадмий очень хорошо поглощает тепловые нейтроны (среднее сечение радиационного захвата тепловых нейтронов изотопом 114Cd содержание которого в природном кадмии	29 ат.% составляет 20600 барн)[11]. Поэтому кадмий служит для изготовления регулирующих стержней для атомных реакторов и в качестве защиты от нейтронов. Иногда эти свойства используются в экспериментальных методах противоопухолевой терапии (нейтрон-захватная терапия).
- Фтороборат кадмия — флюс, применяемый для пайки алюминия и других металлов.
- Теплопроводность кадмия вблизи абсолютного нуля — наивысшая среди всех металлов, поэтому кадмий иногда применяется для изготовления деталей в криогенной техники.
- Экранирование гамма-спектрометров от естественного радиационного фона: «свинцовый домик», в котором располагается спектрометрический датчик, выстилается изнутри медным и кадмиевым слоями для экранирования паразитного излучения свинца, искажающего гамма-спектр измеряемого вещества.

### Ограничение применения
В 2016 году принят Технический регламент Евразийского экономического союза «Об ограничении применения опасных веществ в изделиях электротехники и радиоэлектроники» (ТР ЕАЭС 037/2016), по которому содержание кадмия в изделиях электротехники и радиоэлектроники не должно превышать 0,01 % по весу однородного материала (Приложение № 2). В Европейском союзе действует аналогичная директива RoHS, существенно ограничивающая использование кадмия.

## Получение
Единственный минерал, который представляет интерес для получения кадмия — гринокит, так называемая «кадмиевая обманка». Его добывают вместе со сфалеритом при разработке цинковых руд. В ходе переработки кадмий концентрируется в побочных продуктах при извлечении цинка, откуда его затем выделяют. В настоящее время (c 1987 года) производится около 20000 тонн кадмия в год.

## Физиологическое действие
Кадмий и многие его соединения ядовиты (в больших концентрациях), по токсичности кадмий аналогичен ртути или мышьяку. Особенно опасным случаем является вдыхание паров его оксида (CdO). Вдыхание в течение 1 минуты воздуха с содержанием 2,5 г/м3 оксида кадмия, или 30 секунд при концентрации 5 г/м3 является смертельным. Кадмий является канцерогеном. Имеются сведения об ототоксичности: при поступлении хлорида кадмия с питьевой водой у подопытных крыс возникали нарушения слуха из-за токсического повреждения улитки.
По российским гигиеническим нормативам, максимально разовая ПДК кадмия и его неорганических соединений в воздухе рабочей зоны 0,05 мг/м3; среднесменная — 0,01 мг/м3.
В качестве первой помощи при остром кадмиевом отравлении рекомендуется свежий воздух, полный покой, предотвращение охлаждения тела. При раздражении дыхательных путей — тёплое молоко с содой, ингаляции 2%-ным раствором NaHCO3. При упорном кашле — кодеин, дионин, горчичники на грудную клетку, необходима врачебная помощь. Противоядием при отравлении, вызванном приёмом внутрь кадмиевых солей, служит альбумин с карбонатом натрия.
Острая токсичность
Пары кадмия, многие его соединения токсичны, что связано, в частности, с его способностью связывать серосодержащие ферменты и аминокислоты.
Симптомы острого отравления кадмием — рвота и судороги.
Хроническая токсичность
Кадмий — кумулятивный яд (способен накапливаться в организме).
Санитарно-экологические нормативы
В питьевой воде ПДК для кадмия 0,001 мг/дм³ = 1 мкг/дм³ (СанПиН 2.1.4.1074-01).

### Механизм токсического действия
Механизм токсического действия кадмия заключается, по-видимому, в связывании карбоксильных, аминных и особенно сульфгидрильных групп белковых молекул, в результате чего угнетается активность ферментных систем.
Растворимые соединения кадмия после всасывания в кровь поражают центральную нервную систему, печень и почки, нарушают фосфорно-кальциевый обмен. Хроническое отравление приводит к анемии и разрушению костей.
Кадмий в норме в небольших количествах присутствует в организме здорового человека. Кадмий легко накапливается в быстроразмножающихся клетках (например, в опухолевых или половых). Он связывается с цитоплазматическим и ядерным материалом клеток и повреждает их. Он изменяет активность многих гормонов и ферментов. Это обусловлено его способностью связывать сульфгидрильные (-SH) группы.

## Изотопы
Из восьми природных изотопов кадмия шесть стабильны, для двух изотопов обнаружена слабая радиоактивность. Это 113Cd (изотопная распространённость 12,22 %, бета-распад с периодом полураспада 7,7⋅1015 лет) и 116Cd (изотопная распространённость 7,49 %, двойной бета-распад с периодом полураспада 3,0⋅1019 лет).